# Idaea expolitata
Idaea expolitata är en fjärilsart som beskrevs av Achille Guenée 1858. Idaea expolitata ingår i släktet Idaea och familjen mätare. Inga underarter finns listade i Catalogue of Life.